# 378
| [ Edytuj tabelę ] |                                                             |
| Władca Guptów     | - 375 Ćandragupta II 414                                    |
| Władca Korei      | - 371 Sosurim 384                                           |
| Papież            | - 366 Damazy I 384                                          |
| Król Persji       | - 309 Szapur II 379                                         |
| Cesarz Rzymu      | - 364 Walens 378 - 375 Walentynian II 392 - 375 Gracjan 383 |
| Król Wandalów     | - 359 Godigisel 406                                         |

Rok 378 / CCCLXXVIII
stulecia: III wiek ~
IV wiek ~
V wiek

lata: 368 «
373 «
374 «
375 «
376 «
377 «
378
» 379
» 380
» 381
» 382
» 383
» 388

## Wydarzenia
- 9 sierpnia – bitwa pod Adrianopolem, Wizygoci rozgromili rzymskie wojska i zabili cesarza Walensa.
- Miała miejsce bitwa Rzymian z Alamanami pod Argentovarią.

## Urodzili się
- Cyryl z Aleksandrii, patriarcha Aleksandrii, Ojciec Kościoła, święty (zm. 444).

## Zmarli
- 9 sierpnia – Walens, cesarz rzymski, zabity przez Wizygotów.